# Aardbeving Bam 2003
Op 26 december 2003 werd de stad Bam in Iran getroffen door een hevige aardbeving omstreeks 5:26 uur lokale tijd. De kracht van de aardbeving was 6,3 op de schaal van Richter. Volgens berichten van de BBC werd 70% van het moderne gedeelte van Bam vernietigd. Begin februari 2004 werd het totale aantal doden geschat op 43.000. Tienduizenden mensen raakten gewond, van wie velen ernstig. Het Iraanse persbureau IRNA berichtte dat de oude stad Arg-e Bam "met de grond gelijk was gemaakt"; 90% van de gebouwen in het oude gedeelte van de stad, die voor een groot deel van klei en leem was gebouwd, ging verloren. Ook de toeristisch belangrijke citadel moest het ontgelden. Het stelsel van ondergrondse aquaducten, qanats geheten, ging eveneens deels verloren. Na de aardbeving werd een grote internationale reddingsactie opgezet. 

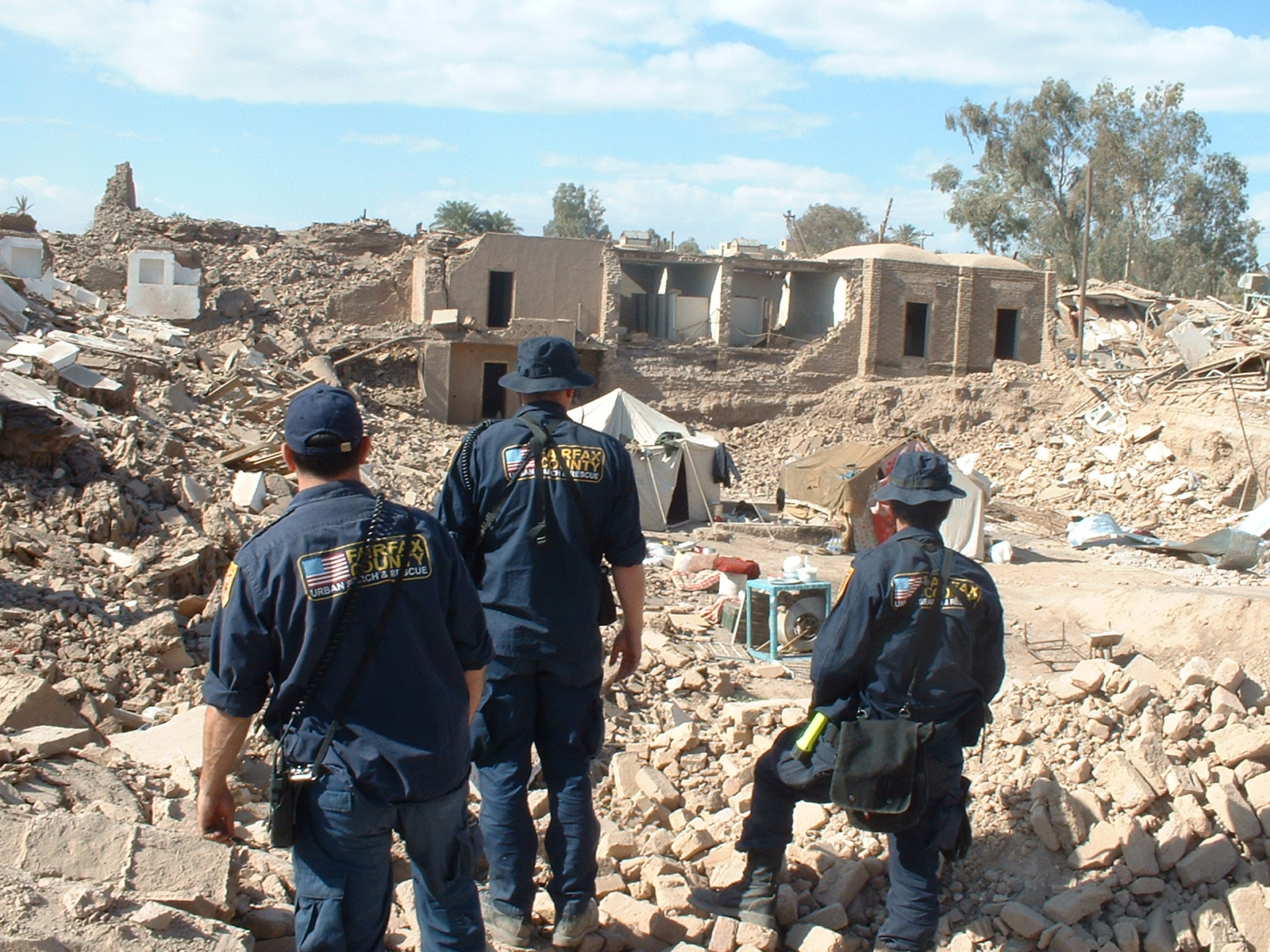
Amerikaans reddingsteam aan het werk na de aardbeving

Door regeringen van veel landen werd hulp toegezegd. Er werd ongeveer 1,1 miljard dollar beloofd, maar uiteindelijk is slechts 18 miljoen dollar daadwerkelijk overgemaakt, volgens de Iraanse regering. De hulpfondsen via de VN, het Rode Kruis & Rode Halve Maan en particuliere hulporganisaties overstegen 100 miljoen dollar.